# 1ヶ国限定プラン
1ヶ国限定プラン（いっかこくげんていプラン）とは、2008年4月22日にSkypeが提供開始したプランである。Skypeが指定する下記34ヶ国の中からユーザーが1ヶ国を選択し、その国への電話発信が実質通話無制限となる。なお、時間帯や曜日などの制限はなく、付帯条件はない。

## 主な機能・サービス
| 固定電話宛 通話無制限 | 固定電話宛 通話無制限 | 固定電話宛 通話無制限 | 固定電話宛 通話無制限 | 固定電話宛 通話無制限 |
| --------------------- | --------------------- | --------------------- | --------------------- | --------------------- |
| アイルランド          | イスラエル            | イタリア              | 英国                  | エストニア            |
| オーストラリア        | オーストリア          | オランダ              | カナダ                | 韓国                  |
| ギリシャ              | グアム                | シンガポール          | スイス                | スウェーデン          |
| スペイン              | チェコ共和国          | チリ                  | デンマーク            | ドイツ                |
| 日本                  | ニュージーランド      | ノルウェー            | ハンガリー            | フィンランド          |
| フランス              | プエルトリコ          | 米国                  | ベルギー              | 香港                  |
| ポーランド            | ポルトガル            | マレーシア            | ルクセンブルク        | タイ                  |

※うち、カナダ、シンガポール、米国、香港、タイへは固定電話ならびに、携帯電話への通話も『実質通話無制限対象内』に含まれる。

## 決済方法
PayPal、Visa、マスターカード、JCB、ダイナースクラブ、Money bookers、通常の銀行振込、
コンビニ決済ファミリーマート・ローソン
- ファミリーマート、またはローソン店頭からSkypeクレジットを購入し、アカウントよりクーポンの有効化、1ヶ国限定プランの契約支払設定画面でSkypeクレジットを選択する

## 実質通話無制限
月にSkype換算で10,000分までとなる通話上限があるが、10,000分は1日あたり5時間以上に相当することから、実質無制限での通話となる。

## 料金体系
契約期間は1カ月、3カ月、12カ月からの選択が可能で、長期割引サービスもある。
- 毎月 - ¥695
- 3ヶ月ごと - ¥1895
- 12ヶ月ごと - ¥6950